# Sean Hartnoll
Sean Alexander Hartnoll ist ein britischer theoretischer Physiker.
Hartnoll studierte an der Universität Cambridge (DAMTP), an der er 2004 in theoretischer Physik bei Gary Gibbons promoviert wurde (Duality and instability in higher dimensional gravity). Er war in Cambridge Fellow des Clare College. Als Post-Doktorand war er am Kavli Institute for Theoretical Physics und an der Harvard University bei Subir Sachdev und Andrew Strominger. 2009 war er Gastwissenschaftler am Institute for Advanced Study. Er ist seit 2010 Assistant Professor an der Stanford University.
Hartnoll verfolgt das insbesondere von Sachdev initiierte Programm der Anwendung von Konzepten der Stringtheorie und der Quantentheorie schwarzer Löcher (AdS/CFT-Korrespondenz, holographisches Prinzip) in der Festkörperphysik stark korrelierter quantenmechanischer Vielteilchensysteme, wie zum Beispiel Hochtemperatursupraleiter (und andere nichtkonventionelle Supraleiter) und Modellen mit Quantenphasenübergängen. Dabei wird dem System eine zusätzliche Raumdimension hinzugefügt. Das Verfahren kann auch als Geometrisierung des Renormierungsgruppenflusses zwischen dem in der Festkörperphysik gut verstandenem Ultraviolett-Bereich (UV) bei höheren Energien bzw. kurzen Abständen (Coulomb-Wechselwirkung von Elektronen) und dem langreichweitigen Infrarot-Bereich (IR) verstanden werden, den man durch Betrachtung in der gravitativen dualen Theorie besser verstehen will. Umgekehrt konstruierte er mit Kollegen im gravitativen Sektor des holografischen Prinzips Modelle, die dual zu exotischen Metallen sind, das heißt solche, die nicht durch die Landausche Theorie von Fermiflüssigkeiten mit ihrem Quasiteilchenkonzept beschreibbar sind. Darunter waren die von ihm Elektronen-Sterne genannten Modelle, die im gravitativen Sektor der holographischen Korrespondenz einer idealen geladenen und gravitativ wechselwirkenden Flüssigkeit von Fermionen in 3+1 Raum-Zeit-Dimensionen entsprechen und durch eine Reissner-Nordström-Lösung beschrieben werden.
2015 erhielt er den New Horizons in Physics Prize für die Anwendung holografischer Methoden in der Festkörperphysik. Er war Sloan Fellow und erhielt einen Presidential Early Career Award. 2001 erhielt er den Mayhew Prize des DAMTP.

## Schriften
- Lectures on holographic methods for condensed matter physics, Class. Quant. Grav., Band 26, 2009, 224002
- Horizons, Holography and Condensed Matter, in: Gary Horowitz: Black holes in higher dimensions, Cambridge University Press 2012
- Quantum Critical Dynamics from Black Holes, in Lincoln D. Carr: Understanding Quantum Phase Transitions, Taylor and Francis 2010
- mit Christopher Herzog, Gary Horowitz: Building an AdS/CFT superconductor, Phys.Rev.Lett.101, 2008, S. 031601, Arxiv
- mit Christopher Herzog, Gary Horowitz: Holographic Superconductors, Journal of High Energy Physics 2008 (12), 015
- mit Joseph Polchinski, Eva Silverstein, David Tong: Towards strange metallic holography, Journal of High Energy Physics 2010 (4), 1-54, Arxiv
- mit Alireza Talanfar: Electron stars for holographic metallic criticality, Phys. Rev. D, 83, 2011, 046003, Arxiv